# Dasiops ruidifrons
Dasiops ruidifrons är en tvåvingeart som beskrevs av Mcalpine 1964. Dasiops ruidifrons ingår i släktet Dasiops och familjen stjärtflugor. Inga underarter finns listade i Catalogue of Life.